# Marquesado de Góngora
El marquesado de Góngora es un título nobiliario español creado por el rey Carlos II, con el vizcondado previo de Oríz, en favor de Juan Joaquín Cruzat y Rada (n. 1646) militar navarro a su servicio, hijo de Martín Cruzat y Góngora (n. 1620) Regidor del Burgo de San Cernin de Pamplona entre 1646 y 1651, y de Teresa de Rada y Elío (n. Pamplona. 1619); título otorgado el 15 de enero de 1695 por real decreto y el 7 de marzo del mismo año por real despacho.
Fue rehabilitado en 1959 por el jefe de Estado Francisco Franco Bahamonde a favor María Teresa de Gaztelu y Elío, quien pasó a ser la X marquesa de Góngora.

## Armas
En campo de plata, una cruz de gules hasta los bordes, cargada de cinco leones rampantes de oro.

## Marqueses de Góngora
|                                                     | Titular                                                  | Periodo                                 |
| Creación por el rey Carlos II de España             | Creación por el rey Carlos II de España                  | Creación por el rey Carlos II de España |
| --------------------------------------------------- | -------------------------------------------------------- | --------------------------------------- |
| i                                                   | Juan Cruzat y Rada                                       | 1696-¿?                                 |
| ii                                                  | Juan José Cruzat de Góngora y Azcárate                   |                                         |
| iii                                                 | Francisco Javier Cruzat de Góngora y Enríquez de Lacarra |                                         |
| iv                                                  | María Manuela Cruzat de Góngora y Ezpeleta               | ¿?-1799                                 |
| v                                                   | Manuel María Ezpeleta y Cruzat de Góngora                |                                         |
| vi                                                  | Miguel Ezpeleta y Jiménez de Loyola                      | ¿?-1824                                 |
| vii                                                 | Manuel María Ezpeleta de Góngora y Añoa                  |                                         |
| viii                                                | Máximo Ezpeleta de Góngora y Escalze                     | ¿?-1883                                 |
| ix                                                  | Joaquín Ezpeleta de Góngora y Romeo                      | ¿?-1931                                 |
| Rehabilitado en 1959 por Francisco Franco Bahamonde |                                                          |                                         |
| x                                                   | María Teresa de Gaztelu y Elío                           | 1959-1999                               |
| xi                                                  | Francisco Xavier de Elío y de Gaztelu                    | 2001-2008                               |
| xii                                                 | Inés de Elío y de Gaztelu                                | 2009-2020                               |
| xiii                                                | Francisco de Borja Mendaro y Elío                        | 2020-actual titular                     |

## Historia de los marqueses de Góngora
- Juan Joaquín Cruzat y Rada (Pamplona. 1646), I marqués de Góngora, señor de los palacios de Oriz y Góngora, caballero de la Orden de Santiago, General de artillería, Maestre de Campo de los Tercios de Navarra, Gobernador Militar de Pamplona.

Se casó con Josefa Azcárate y Echalar. Le sucedió su hijo:
- Juan José Cruzat de Góngora y Azcárate, II marqués de Góngora.

Se casó el 22 de abril de 1708 en Cascante, Navarra, con Francisca Melchora Enríquez de Lacarra Cervantes y Murgutio. Le sucedió su hijo:
- Francisco Javier Cruzat de Góngora y Enríquez de Lacarra, III marqués de Góngora, señor de Oriz, Góngora, Olazagutia, San Adrián, Ciordia, y otros.

Se casó con María Francisca Ezpeleta y Cruzat. Le sucedió su única hija:
- María Manuela Cruzat de Góngora y Ezpeleta, IV marquesa de Góngora, señora de Oriz, Góngora, etc.

Se casó con Francisco Ezpeleta y Arizcun y Beaumont, natural de Pamplona. Le sucedió su hijo:
- Manuel María Ezpeleta y Cruzat de Góngora, V marqués de Góngora, señor de Otazu, Oriz, Góngora, etc.

Se casó con María Jacinta Jiménez de Loyola y Pérez de Rada. Le sucedió su hijo:
- Miguel Ezpeleta y Jiménez de Loyola (m. 1824), VI marqués de Góngora, señor de Otazu, etc.

Se casó con María Luisa de Añoa y Eraso. Le sucedió su hijo:
- Manuel María Ezpeleta de Góngora y Añoa, VII marqués de Góngora.

Se casó con Juana Escalze. Le sucedió su hijo:
- Máximo Ezpeleta de Góngora y Escalze, VIII marqués de Góngora.

Se casó con Luisa Romeo. Le sucedió su hijo:
- Joaquín Ezpeleta de Góngora y Romeo, IX marqués de Góngora, señor de Otazu, etc.

Soltero y sin descendencia.
El título quedó vacante en 1931 y no fue rehabilitado hasta 1959, por la siguiente línea:
1. Concepción Ezpeleta de Góngora y Añoa, única hermana de Manuel María Ezpeleta de Góngora y Añoa, VII marqués de Góngora, tuvo a:

Joaquín de Elío y Ezpeleta (1806-1876), quien tuvo a:
Juan Elío y Elío (1840-1898), quien tuvo a:
Blanca Elío y Mencos (1882-1948), quien tuvo a la X marquesa:
- María Teresa de Gaztelu y Elío (Pamplona, 4 de noviembre de 1912 - ib., 14 de diciembre de 1999), X marquesa de Góngora y III marquesa de la Lealtad.

Soltera y sin descendencia. Le sucedió en 2001 el hijo de su única hermana, María Inés de Gaztelu y Elío (1915-2003) su sobrino:
- Francisco Xavier de Elío y de Gaztelu (Pamplona, 27 de enero de 1945 - ib., 22 de junio de 2016), XI marqués de Góngora, III duque de Elío, X marqués de Vessolla, XIX vizconde de Val de Erro, XIII conde de Ablitas, XI conde de Ayanz y V marqués de la Lealtad.

Se casó con María del Pilar Aguilera y Narváez, XV condesa de Foncalada. El 18 de marzo de 2009 le sucedió, por cesión, su hermana:
- Inés de Elío y de Gaztelu (Pamplona, 1941-Sevilla, 2020), XII marquesa de Góngora, IV duquesa de Elío (G. de E.), XI marquesa de Vessolla, XX vizcondesa de Val de Erro y XIV condesa de Ablitas.

Casó en Pamplona con Antonio Mendaro y Maestre (Sevilla, 1934 - ib., 2007), caballero de H. y D. de la S.O.M. de Malta, el 22 de agosto de 1963. Le sucedió su hijo:
- Francisco de Borja Mendaro y Elío (n. Sevilla, 12 de julio de 1966) XIII marqués de Góngora.[4]